# Daniel Andrade
Coronel Daniel Andrade (Jonacatepec, 1863-Villa de Guadalupe, 18 de agosto de 1913) fue un militar mexicano que participó en la Revolución mexicana.
Nació en Jonacatepec, Morelos. En 1911 se incorporó al movimiento maderista bajo las órdenes de Emiliano Zapata. Al triunfo del maderismo se dirigió a Izúcar de Matamoros, Puebla, donde fue aprehendido por las fuerzas federales y trasladado a la Ciudad de México, de donde lo remitieron a la Cárcel municipal de Jonacatepec. Logró salir y se incorporó a las fuerzas del General Zapatista Francisco Mendoza Palma, y fue ascendido a Coronel.
Al firmarse en Ayoxustla el Plan de Ayala, el 28 de noviembre de 1911, Andrade estuvo presente y firmó este histórico documento. En 1913 se incorporó a las fuerzas de Felipe Neri Jiménez, con quién marchó a la campaña por los estados de Puebla, Tlaxcala e Hidalgo. Regresaron por el Estado de México, pero al llegar a la Villa de Guadalupe sostuvieron un combate con las fuerzas federales, en la que perdió la vida, el 18 de agosto de 1913.